# Wye Oak State Park

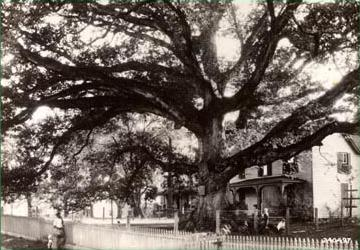
Wye Oak im September 1929

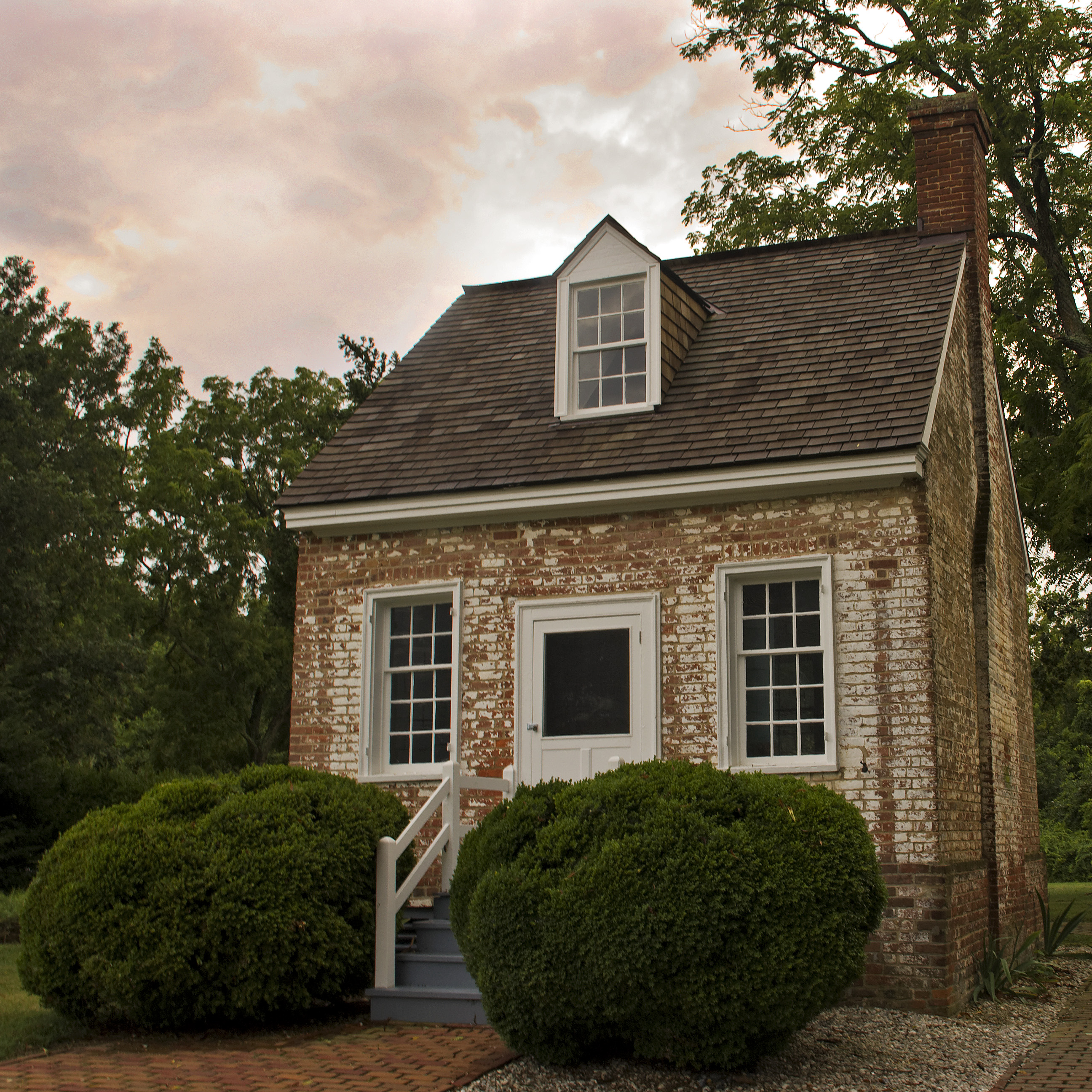
Das Ein-Raum-Schulgebäude, 2009

Der Wye Oak State Park liegt an der State Route 662 in Wye Mills im Talbot County des US-Bundesstaates Maryland. In dem 11,7 Hektar großen State Park stand die namensgebende Wye Oak, die am 6. Juni 2002 durch ein Gewitter zerstört wurde.
Die Wye Oak war das größte Exemplar einer Amerikanischen Weiß-Eiche in den USA. Der 460 Jahre alte Baum hatte einen Stammumfang von 9,65 m, eine Höhe von 29,26 m und einen Kronendurchmesser von 36 m. Zur Stabilisierung wurden seit den 1940er Jahren mehr als 90 m Stahlseile verwendet. 1941 wurde der Baum zum State Tree von Maryland ernannt und war der erste Einzelbaum, den ein Bundesstaat zu Schutzzwecken von Privatpersonen erworben hatte.
Der State Park wurde 1939 eingerichtet und enthält noch ein historisches Backsteingebäude. In ihm war eine Schule mit nur einem Klassenzimmer untergebracht. Dieses zweitälteste Schulgebäude des Talbot County wurde vom Queen Anne Garden Club restauriert. An der Stelle des ehemaligen Baumes wurde ein neuer Setzling einer Amerikanischen Weiß-Eiche gepflanzt.